# 斯芬克斯 (王尔德)

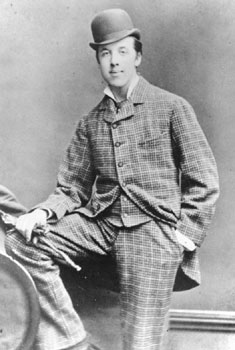

《斯芬克斯》（The Sphinx）是奥斯卡·王尔德的一首174行诗，从一个年轻人的角度写作。这位年轻人对斯芬克斯的性冒险史骇人听闻的细节进行询问，最终放弃她的魅力，而转向十字架。这首诗的写作时间长达二十年，从王尔德在牛津大学读书的时期，一直到1894年发表这首诗。《斯芬克斯》借鉴了古代和现代的大量来源，尤其是法国颓废主义运动的作品。尽管这首诗最初受到评论家的冷遇，但现在被公认为王尔德最优秀的颓废主义诗歌，被描述为“无与伦比：一首世紀末艺术的精髓之作”。